# Salmo fibreni
Salmo fibreni е вид лъчеперка от семейство Пъстървови (Salmonidae). Видът е световно застрашен, със статут Уязвим.

## Разпространение
Разпространен е в Италия.